# Cheney (Washington)
Cheney é uma cidade localizada no estado norte-americano de Washington, no Condado de Spokane.

## Demografia
Segundo o censo norte-americano de 2000, a sua população era de 8832 habitantes.
Em 2006, foi estimada uma população de 10.360, um aumento de 1528 (17.3%).

## Geografia
De acordo com o United States Census Bureau tem uma área de
10,7 km², dos quais 10,6 km² cobertos por terra e 0,1 km² cobertos por água. Cheney localiza-se a aproximadamente 704 m acima do nível do mar.

## Localidades na vizinhança
O diagrama seguinte representa as localidades num raio de 24 km ao redor de Cheney.